# 路德维希堡
路德维希堡（德语：Ludwigsburg）是德国巴登-符腾堡州中部的一个市镇，距离斯图加特市中心以北约12km。它是路德维希堡县的首府和最大城市，是巴登-符腾堡州中次于埃斯林恩的第二大中等城市。路德维希堡从1956年4月1日起成为县城。最著名的建筑路德维希堡宫是德国最大的巴洛克式宫殿建筑之一。

## 地理情况
路德维希堡位于内卡河谷地，特勒巴赫河穿越市区，在北面约3km处汇入内卡河。海拔最高点为365米，位于勒姆山，最低点是196米。

## 城市区划
路德维希堡由一个5个内城区和7个外城区构成，这12个城区又分为总共78个城市片。
- 5个内城区：市中区（1个城市片）；西区（2）；北区（3）；东区（4）；南区（5）
- 7个外城区：普弗卢格费尔登（Pflugfelden，6）；埃格洛斯海姆（Eglosheim，7）；霍恩埃克（Hoheneck，8）；奥斯韦尔（Oßweil，9）；格林比尔-松嫩贝格（ Grünbühl-Sonnenberg，10）；内卡韦英根（Neckarweihingen，11）；波彭韦勒（Poppenweiler，12）

现在，路德维希堡和科恩韦斯特海姆构成斯图加特地区的一个副中心。

## 城市历史
石器时代和青铜器时代，位于内卡河中部的路德维希堡就有人居住。现在仍有很多源自凯尔特人移民时间的文物和风俗得到保留。
大约在公元1世纪后期罗马人开始占领这一地区，从墓葬文物推断，罗马人的统治大约持续了150年，在公元260年左右路德维希堡被阿拉曼人占领。
现代意义上的路德维希堡起源于18世纪初期符腾堡公爵埃伯哈特·路德维希（Eberhard Ludwig）开始在这里修建法式风格的巴洛克王宫。路德维希公爵最初只是计划在这里建造夏季行宫，它于1704年动工。效仿德意志其他一些王宫，路德维希公爵希望通过建立一座城市来增强他的王权，所以接下来他陆续建立了狩猎行宫（Jagd- und Lustschloss Favorite，1713-1728）、路德维希堡宫（1718-1723）和蒙勒珀宫（Seeschloss Monrepos，1764-1768）。

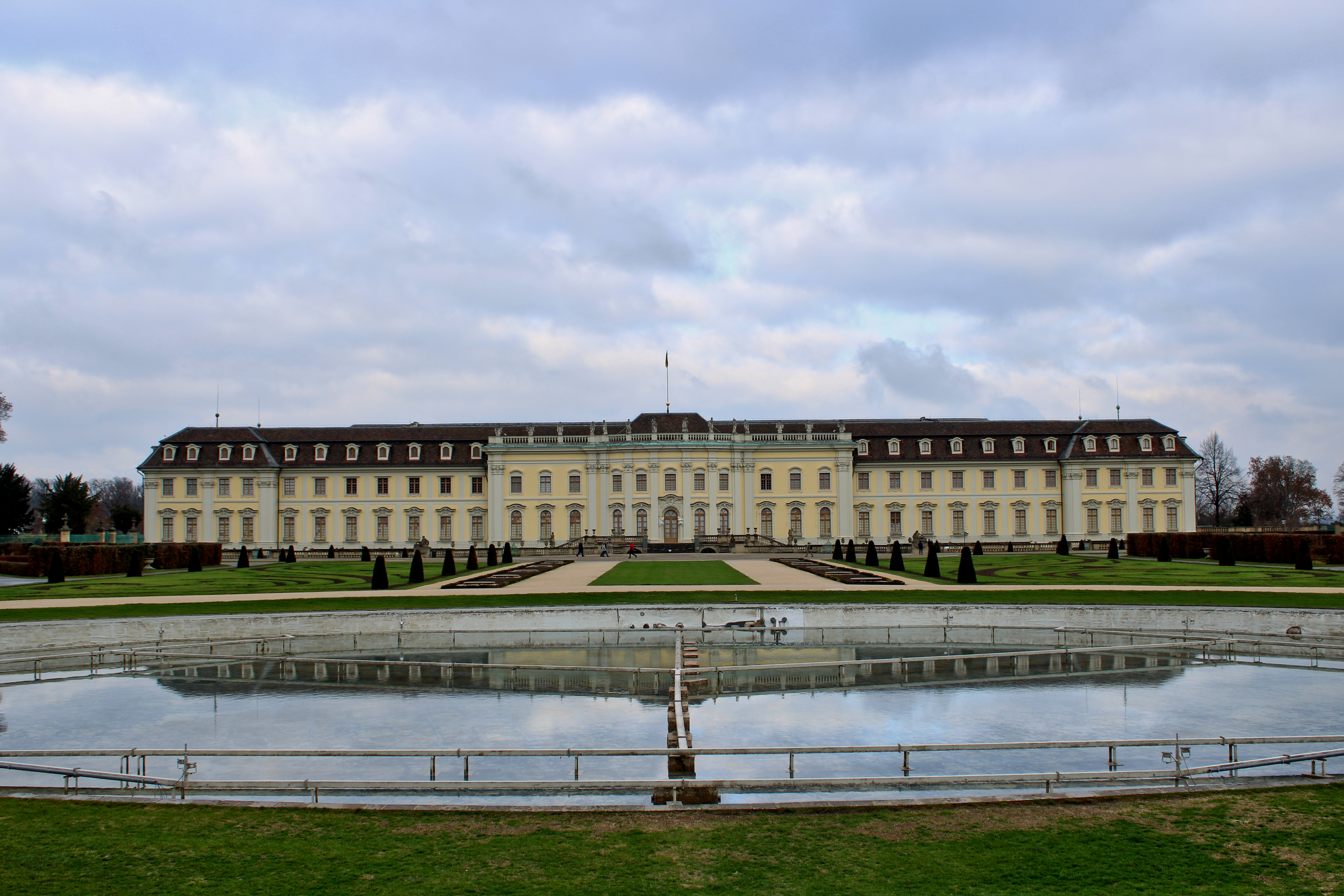
路德维希堡宫
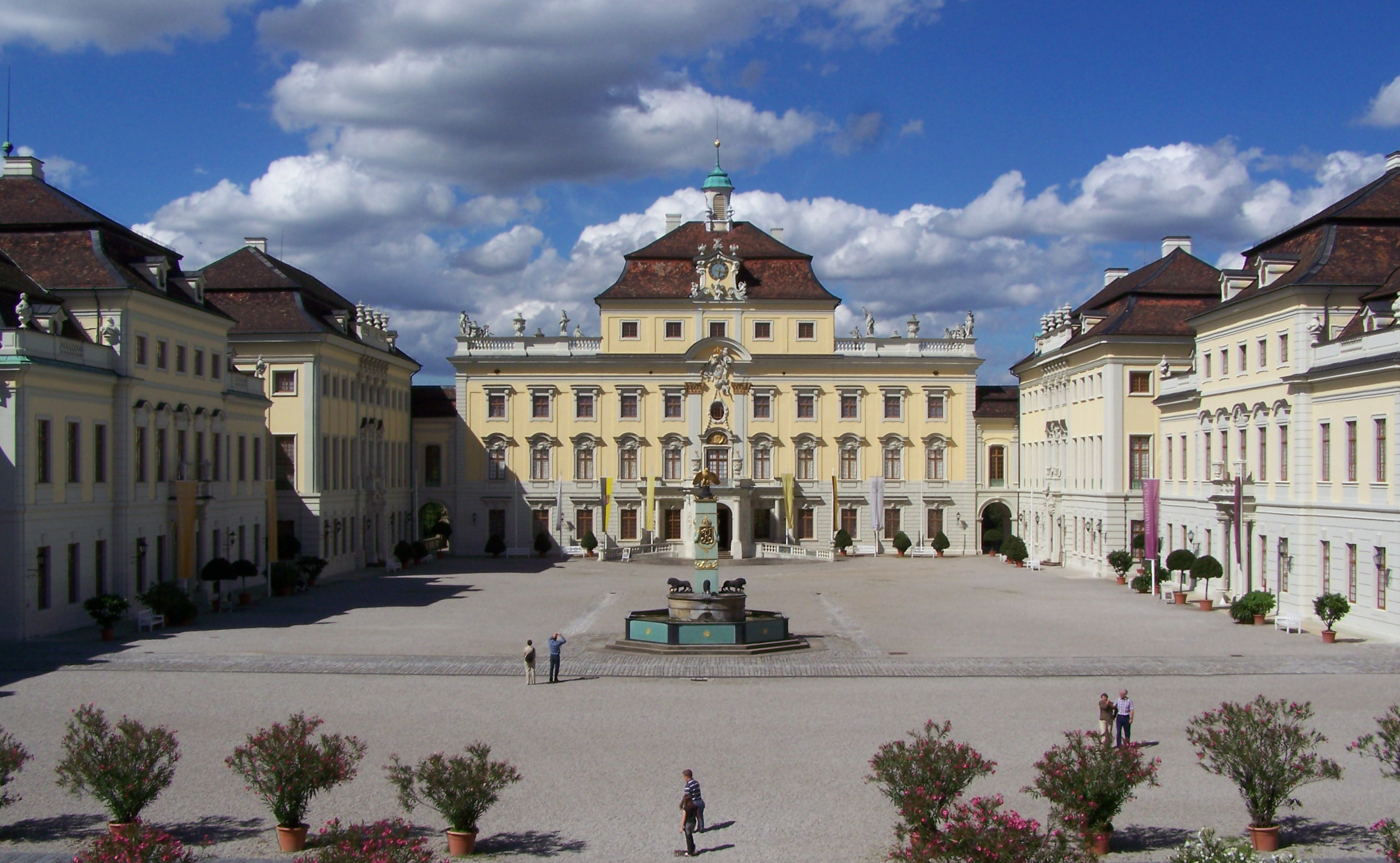
路德维希堡宫，内部
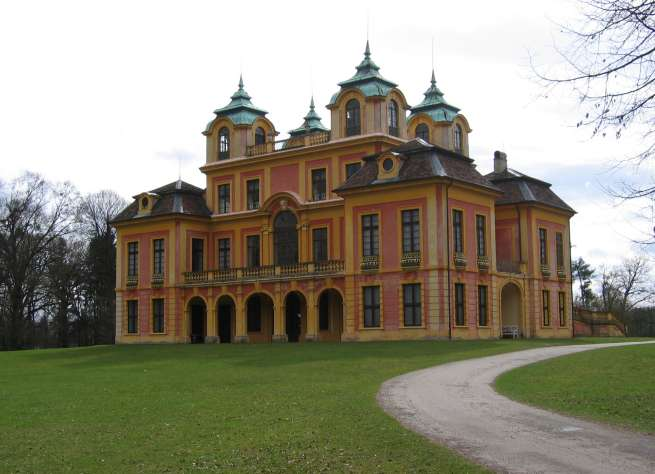
狩猎行宫(1719)
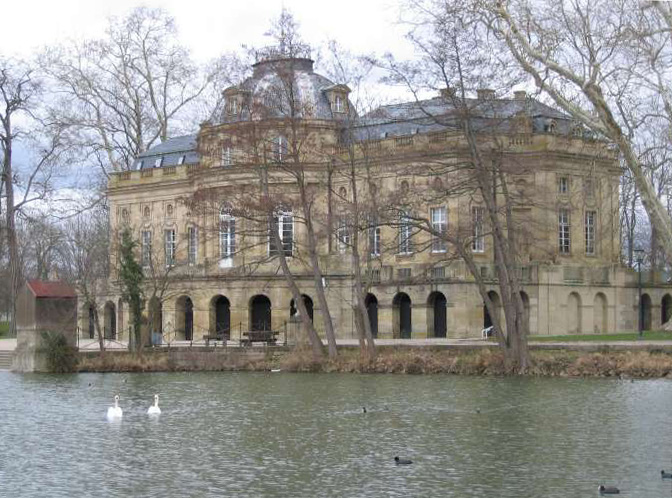
蒙勒珀宫
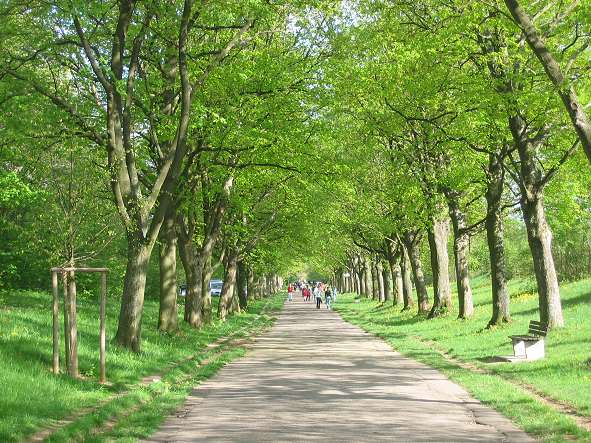
狩猎行宫与蒙勒珀宫之间的林荫道

从1709年开始，王宫周围逐渐开始有人居住，公元1718年4月3日路德维希堡获得城市的权利，同年建立了市政机构，直到1938年成为路德维希堡县。
1730到1800年之间符腾堡王宫一直在斯图加特和路德维希堡之间变换。1800年符腾堡被拿破仑占领，并强迫加入莱茵联邦。1806年腓特烈一世获得符腾堡国王的称号。1812年在路德维希堡组织了符腾堡军队参加拿破仑的俄罗斯战役，他们中大部分人都没能回来。
1901年路德维希堡人口达到20，000。
1921年路德维希堡成为德国西南部最大的要塞。
1926年路德维希堡的霍亨艾克建设了一座属于德国南北干线工程的大型变电站，经过多次扩建，这座变电站现在也是巴登-符腾堡电网的重要节点。
1938年，根据1935年德国行政区划调整，路德维希堡正式成为县。
二次世界大战期间，像德国其他城市一样，路德维希堡受到了完全的破坏，有大约1500人死亡。
战后美军在路德维希堡的帕通维勒要塞（Garnison Pattonville）驻扎了大约45年，并在那里建立了一所高中。
1956年，作为传统军事重镇，德国联邦国防军也在这里建立了军营。
1966年路德维希堡师范高专和国立体育学校落成。
1988年路德维希堡论坛大楼（德語：Das Forum am Schlosspark）在王宫公园旁落成。
2004年作为庆祝路德维希堡王宫300周年活动的一部分，巴洛克美术馆和陶器博物馆正式开放。

## 人口

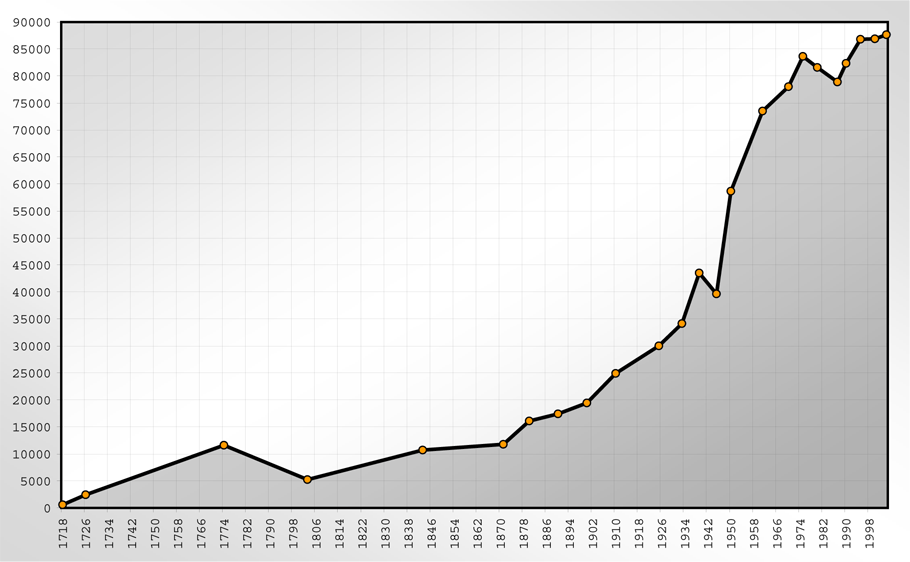
路德维希堡人口增长曲线图

随着19世纪工业革命的开始，路德维希堡城市人口增长很快。1803年大约只有5,000人，到1900年已经增长为越20,000人。到1939年这一数字翻了一番，达到4.4万。在第二次世界大战期间，有1,500多人死亡，相比德国其他城市，路德维希堡受到了较小的破坏，在1945年12月，人口下降到39,000人。此后，城市人口大量增加。根据巴登-符腾堡州政府记录数据，2005年6月3日路德维希堡居民数量为87,703。
下表列出了不同时期路德维希堡的人口情况。1833年以前属于估计数据，之后均为官方人口统计或者登记数据。1871年以来的数据指的是在路德维希堡拥有不动产的人口，1925年以后指常住人口，1987年以来的数据指把路德维希堡作为主要居住地的人口。
| 年     | 居民数量 |
| ------ | -------- |
| 1718   | 600      |
| 1726   | 2,442    |
| 1774   | 11,607   |
| 1803   | 5,248    |
| 1843 ¹ | 10,726   |
| 1871 ¹ | 11,785   |
| 1875 ¹ | 13,800   |
| 1880 ¹ | 14,700   |
| 1885 ¹ | 16,187   |
| 1890 ¹ | 17,418   |
| 1895 ¹ | 19,311   |
| 1900 ¹ | 19,436   |

| 年     | 居民数量 |
| ------ | -------- |
| 1905 ¹ | 22,585   |
| 1910 ¹ | 24,926   |
| 1916 ¹ | 19,377   |
| 1917 ¹ | 19,206   |
| 1919 ¹ | 23,303   |
| 1925 ¹ | 28,861   |
| 1933 ¹ | 34,135   |
| 1939 ¹ | 43,505   |
| 1945   | 38,804   |
| 1946 ¹ | 49,635   |
| 1950 ¹ | 58,489   |
| 1956 ¹ | 69,535   |

| 年     | 居民数量 |
| ------ | -------- |
| 1961 ¹ | 73,512   |
| 1965   | 76,555   |
| 1970 ¹ | 78,019   |
| 1975   | 83,622   |
| 1980   | 81,589   |
| 1985   | 76,973   |
| 1987 ¹ | 78,884   |
| 1990   | 82,343   |
| 1995   | 86,810   |
| 2000   | 86,897   |
| 2005   | 87,673   |
| 2006   | 87,295   |

¹ 人口统计

## 经济和基础设施

### 交通
A81号联邦高速公路（海尔布隆-斯图加特-辛恩）在路德维希堡有两个出口，部分路段为六车道的B27号联邦高速路也经过路德维希堡。
斯图加特-海尔布隆-维尔茨堡和斯图加特-曼海姆/卡尔斯鲁厄两条重要铁路线经过路德维希堡。有多趟短途火车和短途快速火车开往卡尔斯鲁厄、海尔布隆和维尔茨堡。同时有S4和S5两条连接斯图加特的通勤铁路通过。城市公共交通公司运营有七条市内公交线和多条跨区公交线。所有公交车辆均为斯图加特城市联合区公共交通价格联盟(VVS)成员。

### 商业企业
贝鲁（Beru AG）成立于1912年，主要生产柴油机火花塞和其他汽车零部件。曼胡默尔（Mann+Hummel）1941年在路德维希堡成立，主要生产和销售发动机空气过滤器、进气系统部件和其他汽车配件。Ziemann集团也位于路德维希堡，它是世界上最重要的啤酒厂设计建造公司。主要金融企业有Kreissparkasse（德国第二大储蓄银行）路德维希堡分公司，mhplus保险公司和Wüstenrot住房基金管理公司。

### 媒体
“路德维希堡县报”是在路德维希堡发行的一份日报，“路德维希堡网络报”（ http://die-webzeitung.de （页面存档备份，存于） ）是德国第一份互联网报纸。
私营电视台L-TV也出版一份面向海尔布隆和路德维希堡的区域杂志。

## 教育
路德维希堡有如下高等教育机构：路德维希堡师范高专、公共行政和财政高专，以及路德维希堡基督教高专。此外，巴登-符腾堡电影学院也坐落于此。
另外，路德维希堡人民高专也提供一系列广泛的课程和普通培训。

## 文化和体育

### 剧院和电影院
在路德维希堡，戏剧主要在王宫公园旁的论坛大楼演出。这里最有名的文化活动是有威廉·克雷默于1932年发起的路德维希堡王宫艺术节。
该节是一个有丰富多彩活动和艺术类型的国际艺术节，该节还有自己的合唱和交响乐团，现任首席指挥是迈克尔·霍夫斯特特。
路德维希堡最引人注目的活动是在Cluss露天剧场举行的“戏剧之夏”，自1991年以来，将古典名著和儿童戏剧翻译成现代语言演出，每年吸引大约8000到10000的观众。
路德维希堡共有5座主要的电影院，这些影院也常播放非主流或者小成本电影。

### 体育
路德维希堡在标准舞、拉丁舞、篮球、曲棍球和射击等项目上发展较好，甚至是德国联邦比赛冠军。至1986年以来，路德维希堡EnBW篮球俱乐部一直在德国篮球甲级和乙级联赛上下，从2002年以来，一直占据德国篮球甲级联赛中游的位置。

## 姐妹城市
- 法國 蒙贝利亚尔(1950)
- 英国 卡菲利(1960)
- 乌克兰 叶夫帕托里亚(1990)
- 中华人民共和国 宜昌[1](1995)
- 美国 圣查尔斯（Saint Charles）(1995)